# Comte de Hereford
Pour les articles homonymes, voir Hereford.

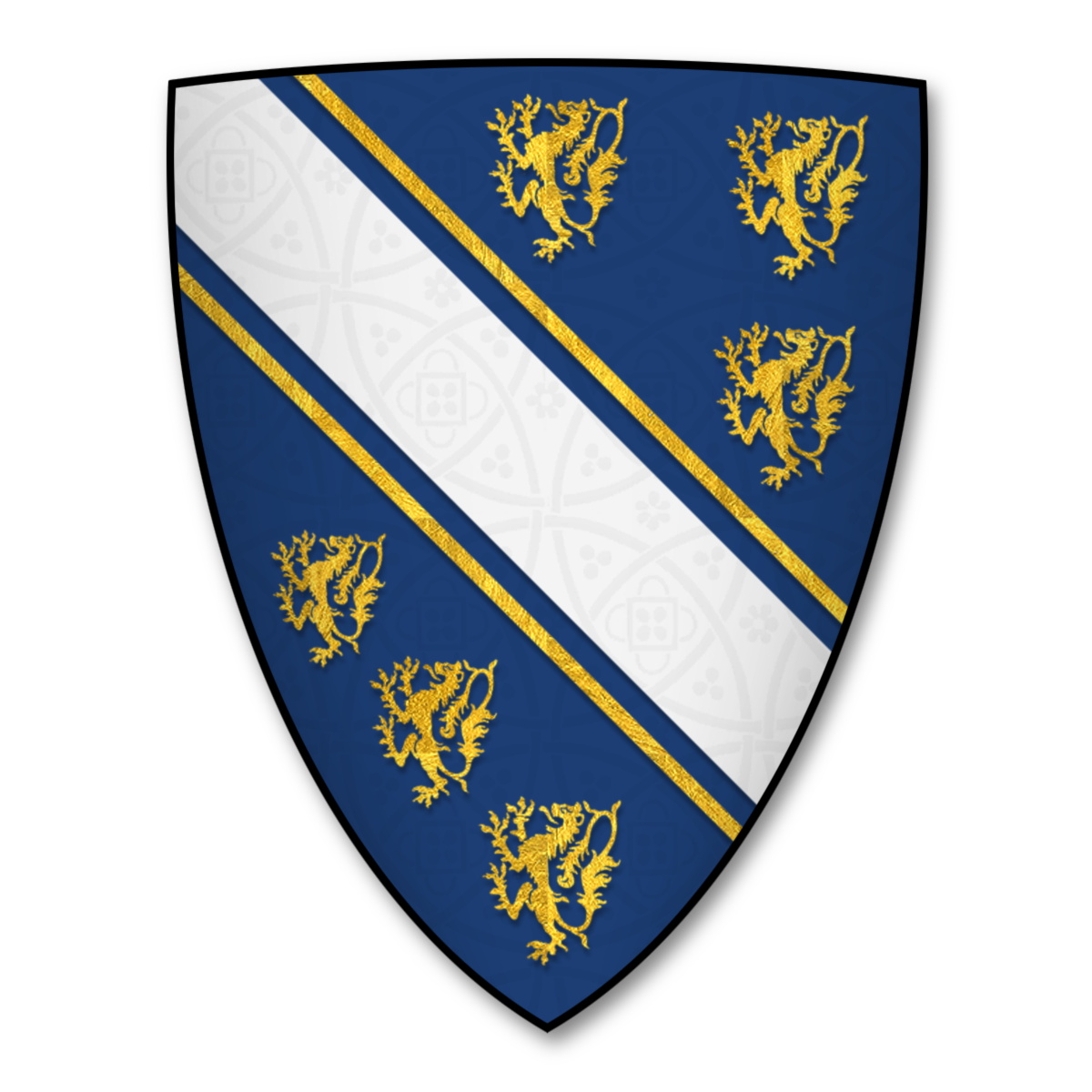
Armoirie Hereford

Le titre de comte de Hereford a été créé plusieurs fois dans la pairie d'Angleterre, et même dans la période anglo-saxonne. Le comté de Hereford, Herefordshire est situé à l'ouest de l'Angleterre, en bordure du Pays de Galles.

## Création pré-conquête (1043)
- 1043-1052 : Sven Godwinson († 1052), créé comte de Berkshire, Gloucestershire, Herefordshire, Oxfordshire et Somerset en 1043 par Édouard le Confesseur ;
- 1053-1057 : Ralph le Timide (1053 – 1057), fils de Dreux, comte de Vexin et d'Amiens et de Godjifu, sœur du roi Édouard le Confesseur ;
- 1057-1066 : Harold Godwinson (1022 – 1066), comte de Wessex et d'Est-Anglie. Accède au trône en 1066 sous le nom d'Harold II d'Angleterre.

## Première création (1067)
- 1067-1071 : Guillaume FitzOsbern († 1071) ;
- 1071-1075 : Roger de Breteuil (1053 – après 1087).

Titre confisqué pour trahison.

## Deuxième création (1141)
- 1141-1143 : Miles de Gloucester (1100 – 1143) ;
- 1143-1155 : Roger FitzMiles († 1155). Fils du précédent.

Le titre est éteint.

## Troisième création (1199)
- 1199-1220 : Henri de Bohun (1176-1220) ;
- 1220-1275 : Humphrey IV de Bohun (vers 1208-1275), 1er comte d'Essex. Fils du précédent ;
- 1275-1297 : Humphrey VI de Bohun (1249-1297), 2e comte d'Essex. Petit-fils du précédent ;
- 1297-1322 : Humphrey VII de Bohun (1276-1322), 3e comte d'Essex. Fils du précédent ;
- 1322-1336 : John de Bohun (en) (1307-1336), 4e comte d'Essex. Fils du précédent ;
- 1336-1361 : Humphrey VIII de Bohun (en) (1309-1361), 5e comte d'Essex. Frère du précédent ;
- 1361-1373 : Humphrey IX de Bohun (1342-1373), 6e comte d'Essex et 2e de Northampton. Neveu du précédent.

Le titre est éteint.